# وزارت امور یهودیان خارج از کشور و مبارزه با یهودستیزی
وزارت امور یهودیان خارج از کشور و مبارزه با یهودستیزی (انگلیسی: Ministry of Diaspora Affairs and Combating Antisemitism، عبری: משרד התפוצות והמאבק באנטישמיות‎، ت. «Misrad HaTfutzot VeHaMa'avak BaAntishimiut») یک وزارتخانه دولتی در کابینه اسرائیل است. این وزارتخانه به عنوان یک پست وزارتی در کابینه اسرائیل، نام‌های مختلفی داشته و بین سال‌های ۲۰۱۳ تا ۲۰۱۵ با وزارت اورشلیم ترکیب شده است. بین ژوئن و نوامبر ۲۰۰۵، یک معاون وزیر نیز در این وزارتخانه فعالیت می‌کرد.

## پیشینه
این اداره در سال ۱۹۹۹ تحت عنوان یک معاونت وزارتخانه به نام وزارت جامعه اسرائیل و جامعه جهانی یهودیان با بودجه‌ای تقریباً ۲ میلیون دلار تأسیس شد. خاخام مایکل ملکیور وزیر افتتاحیه بود، با هدف بهبود روابط اسرائیل و یهودیان دور از وطن، مبارزه با یهودستیزی و ایجاد برنامه‌های آموزشی و تجربه اسرائیل.
این وزارتخانه در فوریه ۲۰۰۷ به طور موقت تعطیل شد و مسئولیت‌های آن به اداره سیاست و اجرا در دفتر نخست وزیر منتقل شد.
در سال ۲۰۲۳، این وزارتخانه سه هیئت از پرسنل امنیتی از کشورهای بالتیک، برزیل و بلژیک را برای بازدید از اسرائیل و ارائه ابزارهایی برای مقابله با حملات یهودستیزی در کشورهای مربوطه خود سازماندهی کرد.
در بحبوحه افزایش جهانی یهودستیزی در طول جنگ غزه، این وزارتخانه ۲.۲ میلیون دلار برای حفاظت از نهادها و برنامه‌های یهودی در مدارس یهودی اختصاص داد.
در ژانویه ۲۰۲۴، مرکز مطالعات یهودیان معاصر اروپا در دانشگاه تل‌آویو در گزارشی از دولت اسرائیل خواست تا این وزارتخانه را تعطیل کند و اظهار داشت که این وزارتخانه «به دلایل سیاسی تأسیس شده، فاقد بینش و محتوا بوده و ابتکارات کمی را ترویج کرده است». این مرکز توصیه کرد که وظایف این وزارتخانه بین وزارت امور خارجه اسرائیل و دفتر نخست‌وزیری تقسیم شود. نتیجه‌گیری‌های این گزارش، منعکس‌کننده باورهای برخی از دیپلمات‌های اسرائیلی بود که این وزارتخانه فاقد هدف بوده و پرسنل لازم برای مبارزه با یهودستیزی در خارج از کشور را ندارد.